# Студентски центар „Никола Тесла“ у Бањој Луци
Студентски центар „Никола Тесла“ је један од најважнијих студентских објеката у Бањој Луци, главном граду Републике Српске у Босни и Херцеговини. Налази се у центру града и служи као културни, образовни и друштвени центар за студенте Универзитета у Бањој Луци и друге младе у региону.

## Историја
Студентски центар у Бањалуци је основан 25. септембра 1964. године, када је Скупштина среза Бања Лука основала Дом студената као пратећу организацију високошколских установа за смештај и исхрану студената. Први дом студенти су добили у згради некадашње општинске куће – преко пута тврђаве Кастел. Смештајни капацитет је тада био 150 лежајева, док је менза услуживала 300 абоната.
30. априла 1968. године, Универзитет у Сарајеву преузима право оснивача дома и мења назив у Студентски центар Бања Лука. Након катастрофалног земљотреса који је погодио Бању Луку 1969. године, зграда Студентског дома је порушена, а студенти су били смештени у 130 камп приколица. Градња Павиљона 1 започета је 1969. године, а већ 1970. године је био усељив. 1974. године започета је и завршена изградња Павиљона 2. Укупно, капацитет центра тада је износио 224 собе, односно 608 лежајева.
18. марта 1976. године, право оснивача Студентског центра преузима Универзитет у Бањој Луци од Универзитета у Сарајеву. Краћи временски период центар је носио име „Вељко Влаховић“, да би 12. августа 1996. године поново добио назив Студентски центар Бања Лука. Данашњи назив, Јавна установа Студентски центар „Никола Тесла“, усвојен је 4. фебруара 2011. године.

## Локација и инфраструктура
Центар се налази у самом центру Бање Луке, у близини главних факултета и студентских домова. Објекат укључује:
- Велику салу за културне догађаје, концерте и представе.
- Библиотеку и читаоницу за студенте.
- Кафић и ресторан за окупљање и дружење.
- Просторије за рад студентских организација и клубова.

## Културни и друштвени живот
Студентски центар „Никола Тесла“ је домаћин бројних културних, образовних и спортских догађаја. Ту се одржавају:
- Концерти локалних и међународних извођача.
- Позоришне представе и филмске пројекције.
- Семинари, радионице и предавања.
- Спортска такмичења и турнири.

Центар је такође познат по организацији традиционалних манифестација, као што су Студентски дани и Фестивал студентског позоришта.

## Улога у студентском животу
Студентски центар „Никола Тесла“ има кључну улогу у окупљању студената и промоцији културног и друштвеног живота. Од свог оснивања до данас, центар је пружио услуге смештаја за преко 30.000 студената и услуге исхране за преко 60.000 абоната. Центар наставља да се развија, пратећи раст броја студената и њихове потребе.